# Arno Rink
Arno Rink (Schlotheim, 26 de septiembre de 1940 – Leipzig, 5 de septiembre de 2017) fue un pintor alemán. Fue aceptado en el Hochschule für Grafik und Buchkunst Leipzig (HGB) en 1962 y estudió bajo la tutela de Werner Tübke, Hans Mayer-Foreyt y Harry Blume. Estuvo asociado con la segunda generación de la escuela Leipzig dentro de la  tradición figurativa alemana.
Rink comenzó a dar clases en la HGB en 1979 y fue el director entre 1987 y 1995. Enseñó a varios pintores prominentes de la Nueva escuela de Leipzig como Neo Rauch, Tilo Baumgärtel, Michael Triegel, Tim Eitel, David Schnell y Christoph Ruckhäberle.